# Metro Atlantic Athletic Conference

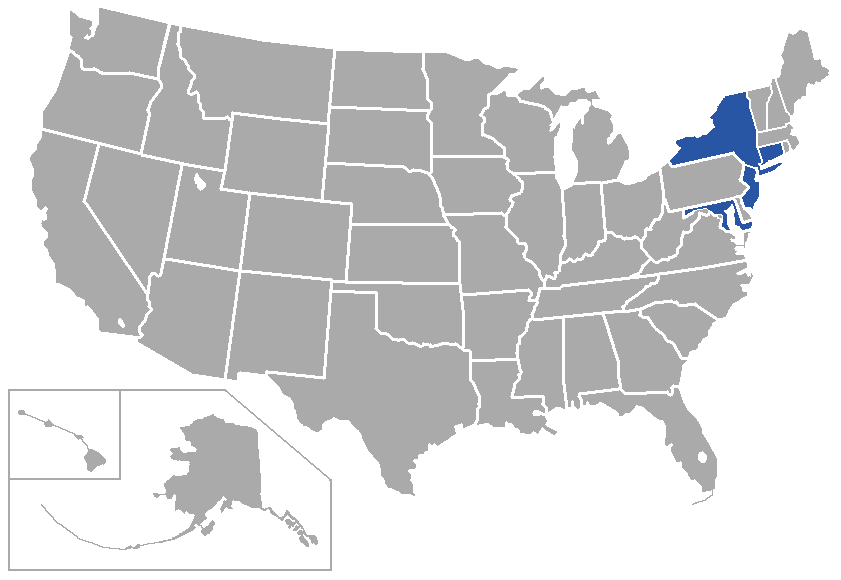
Ausdehnung der Metro Atlantic Athletic Conference

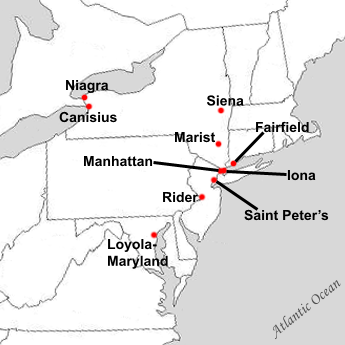
Lage der Vollmitglieder

Die Metro Atlantic Athletic Conference (MAAC) ist eine aus dreizehn Universitäten bestehende Liga für diverse Sportarten, die in der NCAA Division I spielen.
Die Liga wurde 1980 gegründet. Die Mitglieder befinden sich im Nordosten der Vereinigten Staaten. Der Hauptsitz befindet sich in Edison im Bundesstaat New Jersey.
Von 1997 bis 2003 beinhaltete die MAAC auch eine Eishockey-Meisterschaft. Schließlich spaltete sich die Hockeyliga von der MAAC und nannte sich neu Atlantic Hockey.

## Mitglieder
| Universität                 | Ort               | gegründet | Trägerschaft | Studenten | beigetreten | Teamname        |
| --------------------------- | ----------------- | --------- | ------------ | --------- | ----------- | --------------- |
| Canisius University         | Buffalo, NY       | 1870      | privat       | 4.708     | 1989        | Golden Griffins |
| Fairfield University        | Fairfield, CT     | 1942      | privat       | 5.100     | 1981        | Stags           |
| Iona University             | New Rochelle, NY  | 1940      | privat       | 4.648     | 1981        | Gaels           |
| Manhattan University        | Riverdale, NY     | 1853      | privat       | 3.500     | 1981        | Jaspers         |
| Marist College              | Poughkeepsie, NY  | 1929      | privat       | 6.115     | 1995        | Red Foxes       |
| Merrimack College           | North Andover, MA | 1947      | privat       | 3.726     | 2024        | Warriors        |
| Mount St. Mary’s University | Emmitsburg, MD    | 1808      | privat       | 1.889     | 2022        | Mountaineers    |
| Niagara University          | Lewiston, NY      | 1856      | privat       | 3.746     | 1989        | Purple Eagles   |
| Quinnipiac University       | Hamden, CT        | 1929      | privat       | 8.400     | 2013        | Bobcats         |
| Rider University            | Lawrenceville, NJ | 1865      | privat       | 5.000     | 1995        | Broncs          |
| Sacred Heart University     | Fairfield, CT     | 1963      | privat       | 5.974     | 2024        | Pioneers        |
| Saint Peter’s University    | Jersey City, NJ   | 1872      | privat       | 3.700     | 1981        | Peacocks        |
| Siena College               | Loudonville, NY   | 1937      | privat       | 3.000     | 1989        | Saints          |